# Сендай (лек крайцер, 1923)
Сендай (на японски: 川内) е лек крайцер на Императорските ВМС на Япония, главен кораб на едноименния тип крайцери. Служи по времето на Втората световна война, флагмански кораб на флотилия разрушители.

## Предистория
Крайцерите от типа „Сендай“ се строят в Япония в рамките на корабостроителната програма „осем-осем“: първият кораб е планирано да се приемв на въоръжение през 1921 г., обаче Вашингтонското морско съглашение води до отмяната на строителството отначало на последните четири крайцера от дадения тип, а след това и на четвъртия крайцер. Японският флот в крайна сметка решава да се концентрира в строителството на тежки крайцери.

## Характеристики
Леките крайцери от типа „Сендай“ са последващо продължение на серията леки крайцери тип „Нагара“ с водоизместимост 5500 т, съхранявайки подобен външен вид, енергетическата установка и въоръжението. Техните котли, обаче, са разположени по-удачно: на тях има 4 парни турбини, а не 3, което дава по-високата скорост от 35 възела. „Сендай“ и „Джинзу“ се различават по носа с наклонен форщевен, а на достроения по-късно „Нака“ носът е с развал към бордовете, което е по-характерно за тежките крайцери.
На всеки кораб на носа има хангар за хидросамолети, но до поставянето на специален катапулт, през 1929 г., нито един от тези крайцери не носи хидросамолети. По-късно катапултът е свален, а между 1934 и 1937 г. катапулт е поставен на задната палуба. Въоръжението им са седем 140-мм корабни оръдия Тип 3 със защитни щитове, две 76-мм корабни оръдия Тип 41 без щитове и две 13,2-мм зенитни картечници Тип 93. Торпедно въоръжение – осем торпеда Тип 93 в четири сдвоени торпедни апарата, по-късно са заменени с два четиритръбни апарата. Броня – 64 мм за броневия пояс и 29 мм за бронираната палуба.

## История на службата

### Начало на службата
„Сендай“ е построен от компанията Mitsubishi в нейната корабостроителница в Нагасаки. На 29 април 1924 г., след завършване на строителството му, той е официално включен в състава на флотилията, патрулираща по река Яндзъ в Китай. Изиграва ключева роля във второто Шанхайско сражение на първите етапи от Втората японо-китайска война, по-късно прикрива от морето десантите на японски войски в Южен Китай.

### В югоизточна Азия
На 20 ноември 1941 г. „Сендай“ става флагмански кораб на 3-та ескадра разрушители под командването на контраадмирал Шинтаро Хашимото. В момента на нападението над Пърл Харбър „Сендай“ съпровожда транспортни съдове, на които се намират войските на 25-та японска армия на генерал-лейтенант Томоюки Ямашита, плаващи за превземането на Британска Малайя. На 7 декември 1941 г., в 23:45 „Сендай“ и ескадра разрушители, където влизат разрушителите „Аянами“, „Исонами“, „Шиниками“ и „Уранами“, откриват огън по Кота Бару. В отговор на това седем бомбардировача Lockheed Hudson на КВВС на Австралия извършват нападение над японците, потопявайки един транспорт и повреждайки още два други.
На 9 декември подводницата „I-65“ съобщива за приближаването на Force Z на КВМС на Великобритания, където влизат линкора „Принс оф Уелс“ (HMS Prince of Wales), линейния крайцер „Рипалс“ (HMS Repulse) и група разрушители. Отчетът е приет от „Сендай“, който предава съобщението на вицеадмирал Джисабуро Одзава, намиращ се борда на тежкия крайцер „Чокай“, обаче поради проблем със връзката за разшифроването му е необходимо час и половина, още повече, че съставът на група „Z“ е недооценен – там влизат и торпедоносци от 22-ра въздушна флотилия, базираща се във Френски Индокитай. На 19 декември, при Кота Бару в Южнокитайско море, подводницата на КВМС на Нидерландия „O-20“ открива „Сендай“, съпровождащ втория Малайски конвой от 39 транспорта. В 11:15 от „Сендай“ излита хидросамолет Kawanishi E7K2, който открива „O-20“ и пуска срещу нея бомби, а към атаката се включват също така и разрушителите „Аянами“ и „Югири“, който пускат дълбочинни бомби. В същата нощ „O-20“ изплува на повърхността за презареждане на батареите си, и пламъците на нейните двигатели издават подводницата – „Уранами“ я потопява.
В края на декември 1941 – януари 1942 г. „Сендай“ участва в съпровождането на още три конвоя с десант. На 10 януари 1942 г., по време на четвъртото такова съпровождане американската подводница „Сий дрегън“ (USS Seadragon (SS-194)) засича конвоя и изстрелва две торпеда по последния транспорт, без да го уцели. На 26 януари „Сендай“ и охраняемият от него конвой са подложени на обстрел от страна на разрушителите „Танет“ (HMS Thanet (H29)) и „Вампайър“ (HMAS Vampire (D68)) на разстояние 80 морски мили (148 км) к северно от Сингапур. Торпедната атака на съюзните кораби не се увенчава с успех, а ответния артилерийски огън от разрушителя „Шираюки“ и крайцера „Сендай“ водят до потъването на „Танет“. „Вампайър“ отплава за Сингапур, без да получи повреди. От февруари до март „Сендай“ участва в прикритието на десанта на Суматра, охраната на морското крайбрежие и патрулиране на Молукския пролив, през който се опитват да преминат британските и холандските съдове от Сингапур. В края на март „Сендай“ подсигурява прикритието на десанта на батальон на 18-та дивизия в Порт Блеър (Андамански острови). В края на април се връща в Сасебо, където влиза за ремонт.

### Атолът Мидуей
На 29 май 1942 г. „Сендай“ напуска Основните сили на Обединения флот и отплава към атола Мидуей. Основните сили се намират на разстояние 600 морски мили (110 км) от 1-ва авианосна ударна група на вицеадмирал Чуичи Нагумо и не влизат в боя против американците. „Сендай“ се връща в Куре на 14 юни 1942 г., даже без да участва в битката.

### Кампания на Соломоновите острови
На 15 юли 1942 г. 3-та ескадра разрушители е включена в състава на Южния флот за прикритие на нахлуването в Бирма и рейда в Индийския океан, пристигайки на 31 юли в Мергуй. Обаче във връзка с десанта на американците на Гуадалканал редица от операциите в Индийския океан са отменени, и „Сендай“ се насочва към Макасар, Давао и Трук за съпровождане на конвоите за Рабаул (Нова Британия), за Бугенвил и Шортлендските острови. През септември „Сендай“ пристига в Тулаги, а на 12 септември заедно с разрушителите „Шикинами“, „Фубуки“ и „Судзукадзе“ обстрелва летището Хендерсън Фийлд. През ноември на същата година „Сендай“, носейки служба при Соломоновите острови, участва в първите две битки за Гуадалканал и даже е обстрелян от 406-мм главни оръдия на линкора „Вашингтон“ (USS Washington (BB-56)).
На 25 февруари 1943 г. „Сендай“ влиза в състава на 8-ми флот на вицеадмирал Гунъичи Микава и в течение на април носи служба около Рабаул. През май, с връщането си в Сасебо, крайцерът е модернициран: 140-мм оръдие № 5 е свалено, но са поставени две трицевни 25-мм зенитни оръдия Тип 96 и радар Тип 21. На 25 юни модификацията е завършена, и „Сендай“ се връща през юли на островите Трук. На 7 юли 3-та ескадра разрушители е оглавена от контраадмирал барон Мацуи Идзюин, и в течение на трите последващи месеца „Сендай“ се занимава с охраната на конвоите с подкрепления, отиващи към Буин (Папуа Нова Гвинея) и на Шортлендските острови. На 18 юли, около остроа Коломбангара, неговата група е нападната от торпедоносци Grumman TBF Avenger от базата на Корпуса на морската пехота на САЩ на Гуадалканал, а след два дни и от бомбардировачи B-25 Mitchell, при което по крайцерът няма повреди.
На 1 ноември 1943 г. върху крайцера пуска бомби тежък бомбардировач B-24 Liberator, но без попадения. На 2 ноември в залива Императрица Августа японският флот, при опит да укрепи отбраната на Бугенвил, се сблъсква с 39-та оперативна група на ВМС на САЩ, където влизат леките крайцери „Кливланд“ (USS Cleveland (CL-55)), „Колумбия“ (USS Columbia (CL-56)), „Монпелие“ (USS Montpelier (CL-57)) и „Денвър“ (USS Denver (CL-58)), а също така разрушителите „Стенли“ (USS Stanly (DD-478)), „Чарлз Осбърн“ (USS Charles Ausburne (DD-570)), „Клакстън“ (USS Claxton (DD-571)), „Дайсън“ (USS Dyson (DD-572)), „Конвърс“ (USS Converse (DD-509)), „Фуут“ (USS Foote (DD-511)), „Спенс“ (USS Spence (DD-512)) и „Татчър“ (USS Thatcher (DD-514)). В разпореждане на японците са крайцерите „Миоко“, „Хагуро“, „Сендай“ и „Агано“, а също и разрушителите „Шигуре“, „Самидаре“, „Ширацую“, „Наганами“, „Вакацуки“ и „Хацукадзе“. На разстояние от 6,9 км американските разрушители са засечени от радара на разрушителя „Шигуре“, и той прави завой надясно, изстрелвайки осем торпеда. „Сендай“ също завива надясно и едва не се врязва в „Шигуре“. Във връзка с тези объркващи маневри на японците всичките четири крайцера на американците получават възможност да водят огън от 6-дюймовите си оръдия по крайцера, и още след първия оръдеен залп попаденията предизвикват пожар на крайцера.
Към следващото утро „Сендай“ и „Хацукадзе“ отиват на дъното. Капитан Сьодзи и 184 члена на екипажа загиват, на борд от разрушителите са взети 236 оцелели. На 3 ноември 1943 г. адмирал Мацуи Идзюин и още 75 оцелели членове на екипажа на крайцера са спасени от японската подводница „RO-104“. „Сендай“ е окончателно изключен от списъка на Императорския флот на 5 януари 1944 г.